# Insula egretelor argintii
Insula egretelor argintii (titlul original: în germană Die Insel der Silberreiher, în cehă Ostrov stříbrných volavek) este un film de televiziune dramatic de coproducție cehoslovaco – est-german, realizat în 1977 de regizorul Jaromil Jireš, protagoniști fiind actorii Michal Vavruša, Petr Vořišek, Tomás Vacek și Erwin Geschonneck.

## Rezumat
Ultimul an al Primului Război Mondial. Heinrich von Bülow, în vârstă de treisprezece ani, fiul unui ofițer căzut în război, locuiește în casa bunicului său. Bunicul așteaptă de la el un comportament pe măsura statutului său. Dar Heinrich mai degrabă se simte atras de băieții din clasa muncitoare, Paul și Willi. Împreună cutreieră prin pădure și descoperă într-o zi, doi soldați care au dezertat. Heinrich ajunge într-o situație conflictuală, pentru că, după înțelegerea educatorilor săi, aceștia sunt trădători. În băiat însă, a început deja o schimbare a valorilor umaniste. Heinrich mai află că tatăl său a căutat moartea pe front, după ce a refuzat ordinul de a împușca ostatici. Cei trei copii se înțeleg între ei și îi salvează pe cei doi dezertori.

## Distribuție
- Michal Vavruša – Heinrich von Bülow
- Petr Vořišek – Paul
- Tomás Vacek – Willi
- Erwin Geschonneck – colonelul von Bülow
- Heidemarie Wenzel – dna. von Bülow, mama lui Heinrich
- Günter Naumann – Sepp
- Vladimir Dlouhý – Toni
- Wolfgang Greese – comandantul jandarmeriei
- Iva Bittová – Christine
- Erich Mirek – bunicul Meyer
- Jaromír Joo – Kral
- Jindrich Joo – fiul lui Kral
- Gabriela Najmanová – mama lui Kral
- Peter Kalisch – șeful gării
- Dieter Knust – ofițerul călare
- Frank Ciazynski – Ciaczynski (subofițer)
- Karel Chomik – un muncitor
- Klaus Tilsner – Gustav, băiatul la Bülow
- Vladimir Navratil – un muncitor
- Jaromir Vaverka – un muncitor
- Brigitte Beier – soția șefului gării
- Harald Engelmann – un jandarm călare
- Werner Ehrlicher – jandarmul călare
- Klaus Ebeling – jandarmul călare
- Hans-Gotthilf Brown – jandarmul călare
- Wolfgang Bathke – post de pază
- Hannes Stelzer – un muncitor
- Ernst Peter Berndt – hotelierul
- Arnold Kern – cântărețul cu acordeon
- Eberhard Dörner – invalidul de război
- Holm-Henning Freier – ofițerul tânăr
- Else Sanden – cârciumăreasa
- Jürgen Hölzel – ofițerul călare
- Peter Veith – soldatul în vârstă
- Karl Chalas – ofițerul de la apărarea locală
- Jirko Svetlik – un jandarm
- Michael Englberger – un jandarm
- Detlef Willecke – un jandarm
- Nita Romaneczova – bătrâna la fereastră
- Wolfgang Eckstein – bărbatul cu dog